# Carly Schroeder

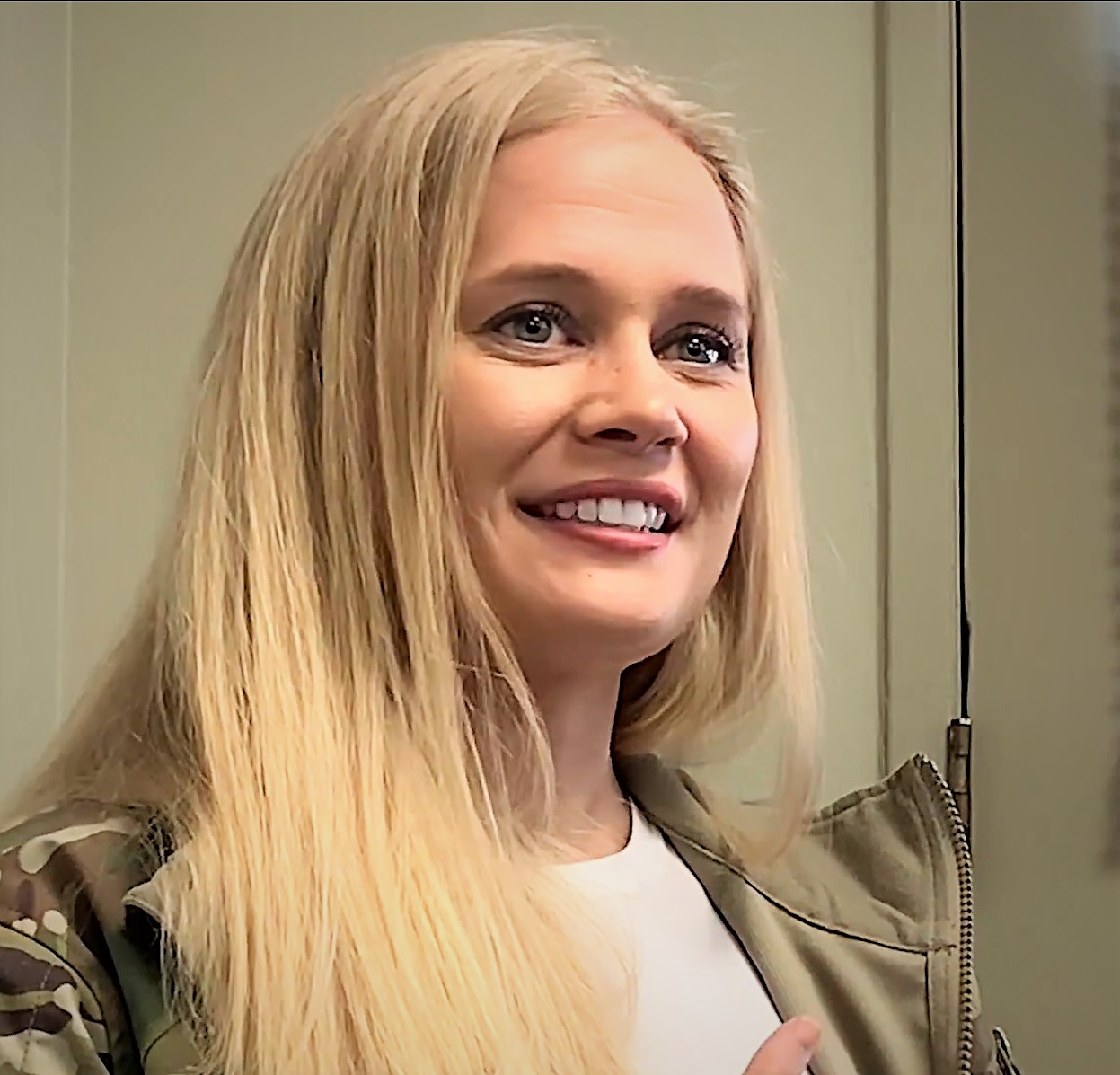
Carly Schroeder

Carly Schroeder (* 18. Oktober 1990 in Valparaiso, Indiana) ist eine US-amerikanische Schauspielerin.

## Karriere
1997 wurde Carly Schroeder für die US-Seifenoper Port Charles entdeckt. Darin übernahm sie bis 2001 die Rolle der Serena Baldwin. Von 2001 bis 2003 war sie in der Fernsehserie Lizzie McGuire mit Hilary Duff zu sehen. 
Ihr Filmdebüt feierte Schroeder 2003 mit Popstar auf Umwegen, der Kino-Fortsetzung von Lizzie McGuire. 2004 übernahm sie eine Hauptrolle in dem Independentfilm Mean Creek. Hierfür wurde sie mit einem Independent Spirit Award ausgezeichnet. Des Weiteren erhielt sie eine Nominierung für die Young Artist Awards. 2006 spielte sie die Tochter von Harrison Ford im Thriller Firewall. Im gleichen Jahr erhielt sie den International Family Film Festival Award in der Kategorie „Best Child Actor“ für ihre Rolle in 
Die Delfinflüsterin. 2007 war sie an der Seite von Bridget Moynahan und Peter Weller im Horrorfilm Prey zu sehen.

## Filmografie (Auswahl)
- 1997–2000: Port Charles (Fernsehserie, 2 Folgen)
- 2001–2003: Lizzie McGuire (Fernsehserie, 12 Folgen)
- 2003: Popstar auf Umwegen (The Lizzie McGuire Movie)
- 2004: Cold Case – Kein Opfer ist je vergessen (Cold Case, Fernsehserie, eine Folge)
- 2004: Mean Creek
- 2006: Firewall
- 2006: Die Delfinflüsterin (Eye of the Dolphin)
- 2007: Prey
- 2007: Gracie
- 2008: Ghost Whisperer – Stimmen aus dem Jenseits (Ghost Whisperer, Fernsehserie, eine Folge)
- 2009: Prayers for Bobby
- 2009: Forget me not – Vergessen ist tödlich (Forget me not)
- 2012: Der Übergang – Rites of Passage (Rites of Passage)
- 2012: Slightly Single in L.A.
- 2015: Prep School
- 2017: One of Us
- 2018: Deadly Shores
- 2018: Ouija House